# 竹花豊
竹花 豊（たけはな ゆたか、1949年5月18日 - ）は、警察官僚。元東京都副知事。元東京都教育委員、東京ビッグサイト代表取締役社長。兵庫県出身。

## 略歴
- 1968年　兵庫県立加古川東高等学校卒業
- 1973年　東京大学法学部卒業　警察庁入庁
- 1986年　在オーストリア日本国大使館一等書記官
- 1989年　警察庁刑事局刑事企画課理事官
- 1990年　警察庁刑事局捜査第二課暴力団対策室長
- 1992年　警察庁刑事局保安部薬物対策課長
- 1994年　警察庁生活安全局薬物対策課長
- 1994年　大分県警察本部長
- 1996年　警視庁地域部長
- 1997年　警察庁長官官房参事官（金融・不良債権関連事犯担当）
- 1999年　警視庁生活安全部長
- 2000年　警察庁長官官房首席監察官
- 2001年　広島県警察本部長
- 2003年　東京都副知事
- 2004年　警視庁と協力し「東京都安全・安心まちづくりアカデミー」設置。「おやじの会」のネットワーク組織「おやじ日本」結成
- 2005年　警察庁生活安全局長
- 2006年　バーチャル社会のもたらす弊害から子どもを守る研究会委員（生活安全局長として）
- 2007年1月19日　警察庁退官
- 2007年3月8日　松下電器産業株式会社東京支社 参与
- 2007年10月1日  東京都教育委員（任期：2011年9月30日まで）
- 2008年4月　松下電器産業株式会社 役員
- 2009年4月　パナソニック株式会社 常務役員
- 2013年6月25日  株式会社東京ビッグサイト 代表取締役社長
- 2015年6月　綜合警備保障株式会社 社外取締役
- 2015年　特定非営利活動法人全国万引犯罪防止機構 理事長
- 2017年5月　明治安田生命保険相互会社 顧問
- 2019年6月　株式会社熊谷組 監査役
- 2019年11月 瑞宝中綬章

## 活動
- 東京都知事・石原慎太郎の招聘で警察官僚としては初めて東京都副知事に就任。同時に知事本局に設置された緊急治安対策本部の本部長となり、歌舞伎町の風俗店を一斉摘発する「歌舞伎町浄化作戦」の総指揮を取った。もっとも、緊急治安対策本部時代の施策に対しては、当時の部下から批判的な意見も提示されている[1]。
- 副知事在職中には都の青少年保護育成条例の改正強化を2回にわたり実施。このうち、2005年の改正では淫行処罰規定が盛り込まれた。都庁内に「緊急治安対策本部」と都民生活部の一部・「青少年育成総合対策推進本部」を統合した東京都青少年・治安対策本部を創設。
- 2008年6月10日 参議院内閣委員会で青少年が安全に安心してインターネットを利用できる環境の整備等に関する法律の法案を審議する際におやじ日本会長として参考人招致される。バーチャル社会のもたらす弊害から子どもを守る研究会の最終報告書を資料として提出し法案の成立に賛成の意見を述べた[2][3][4][5][6]。

## 著書
- 『子どもたちを救おう』（幻冬舎、2005） ISBN 978-4-344-00795-6